# Enalapril
Enalapril este un medicament folosit în tratamentul hipertensiunii arteriale (antihipertensiv) și insuficienței cardiace congestive. Din punct de vedere farmaceutic, face parte din grupa medicamentelor active pe sistemul renină-angiotensină-aldosteron, fiind un inhibitor al enzimei de conversie a angiotensinei. Pentru tratamentul insuficienței cardiace, este de obicei utilizat împreună cu un diuretic, precum furosemida. Poate fi administrat oral sau intravenos.
Molecula a fost patentată în 1978 și a fost aprobată pentru uz medical în anul 1984. Se află pe lista medicamentelor esențiale ale Organizației Mondiale a Sănătății. Este disponibil sub formă de medicament generic.